# 제주전파관리소
제주전파관리소(濟州電波管理所)는 제주특별자치도의 무선국의 감시 및 혼신조사 등에 관한 사무를 분장하는 중앙전파관리소의 소속기관이다. 1983년 12월 30일 발족하였으며, 제주특별자치도 제주시 애월읍 도치돌길 385에 위치하고 있다. 소장은 서기관 또는 기술서기관으로 보한다.

## 연혁
- 1983년 12월 30일: 중앙전파감시소 소속으로 제주분소 설치.[2]
- 1987년 12월 15일: 중앙전파관리소 소속으로 변경.[3]
- 2003년 12월 17일: 애월읍으로 청사 이전.
- 2006년 12월 29일: 제주전파관리소로 개편.[4]

## 조직

### 소장
- 운영지원과[5]
- 방송통신서비스과[5]
- 전파업무과[5]
- 이용자보호과[5]